# Chaetophthalmus tonnoiri
Chaetophthalmus tonnoiri är en tvåvingeart som beskrevs av Cantrell 1985. Chaetophthalmus tonnoiri ingår i släktet Chaetophthalmus och familjen parasitflugor. Inga underarter finns listade i Catalogue of Life.